# Marcin Wichary
Marcin Wichary (Zabrze, 17 de febrero de 1980) es un exjugador de balonmano polaco que jugaba de portero. Su último equipo fue el Orlen Wisła Płock. Fue un componente de la selección de balonmano de Polonia.
Con la selección ganó la medalla de bronce en el Campeonato Mundial de Balonmano Masculino de 2015.

## Palmarés

### Wisla Plock
- Liga polaca de balonmano (6): 2002, 2004, 2005, 2006, 2008, 2011
- Copa de Polonia de balonmano (3): 2005, 2007, 2008

## Clubes
- Sparta Zabrze ( -1999)
- Akademickie Zreszenie Sportowe (1999-2000)
- Klub Sportowy Warszawianka (2000-2001)
- Orlen Wisła Płock (2001-2019)